# ОШ „6. октобар” Кикинда
ОШ „6. октобар” Кикинда је једина школа у Севернобанатском округу која се бави образовањем и васпитањем ученика са интелектуалним, чулним и моторичким сметњама у развоју. Налази се у улици Доситејева 53.

## Историјат
Основна школа „6. октобар” је основана 18. децембра 1969. као специјализована основна школа за ученике са сметњама у развоју и инвалидитетом. Пре њеног оснивања ученици са сметњама у развоју су се образовали и васпитали у специјалним одељењима Основне школе „Жарко Зрењанин” Кикинда од 1954. године. Услови у којима су деловала ова одељења су се током деценија мењали. Првобитни назив школе је био Специјална основна школа коју су похађали лако ментално ометена деца која су била обухваћена основним образовањем и васпитањем по прилагођеном наставном програму, а данас се у њој школују деца без обзира на врсту сметње. Од 2009—2010. године се уводио постепено редован наставни програм који је 2017—2018. заступљен у потпуности од првог до осмог разреда. Сви ученици школе остварују наставу кроз ИОП 2 и имају подршку у настави кроз индивидуалне вежбе чији су планови саставни део школског програма. У оквиру школе уз посебне програме се реализује и Програм додатне подршке за децу и ученике из редовних вртића и школа. Баве се основним образовањем и васпитањем ученика, пружањем додатне стручне подршке ученицима и одраслима са сметњама у развоју у васпитној групи, другој школи и породици и пружањем услуга социјалне заштите кроз дневни боравак за одрасла лица са сметњама у развоју. Реализовали су пројекте „Заједно за бољи живот” 2007, „Вртић–школа по мери детета” 2008, „Дневни боравак одраслих лица са сметњама у развоју” 2008—2011. и „Отворена школа” 2011. године.